# Drongo des Andaman
Dicrurus andamanensis
Espèce
Statut de conservation UICN

 LC  : Préoccupation mineure
Le Drongo des Andaman (Dicrurus andamanensis) est une espèce de passereau de la famille des Dicruridae.

## Répartition
Cet oiseau vit en Birmanie et en Inde.

## Habitat
Il habite les forêts humides tropicales et subtropicales.
Il est menacé par la perte de son habitat.

## Sous-espèces
Selon Peterson, cet oiseau est représenté par 2 sous-espèces :
- Dicrurus andamanensis andamanensis Beavan 1867 ;
- Dicrurus andamanensis dicruriformis (Hume) 1873.